# L'Anthracite
Pour les articles homonymes, voir Anthracite (homonymie).
Singles de Serge Gainsbourg
Le Claqueur de doigts
(1959) L'Eau à la bouche
(1960)
L'Anthracite est une chanson de Serge Gainsbourg, paru en single quatre titres en 1959. Il s'agit d'un extrait de l'album Serge Gainsbourg N°2, sorti la même année.
Bien que sur le recto de la pochette, le titre soit mentionné en premier, L’anthracite est en fait le second titre de la face A du EP, le premier étant Mambo Miam Miam.

## Titres
Toutes les paroles et musique sont signés Serge Gainsbourg, sauf mention contraire.
| 1. | Mambo miam miam | Serge Gainsbourg | 2:32 |
| 2. | L'Anthracite    | Serge Gainsbourg | 2:30 |

| 1. | La Nuit d'octobre                | Alfred de Musset, Serge Gainsbourg | 3:05 |
| 2. | Jeunes Femmes et Vieux Messieurs | Serge Gainsbourg                   | 3:50 |